# Братково (Минская область)
Братково (бел. Бра́ткава) — агрогородок в Копыльском районе Минской области Беларуси. В составе Тимковичского сельсовета.

## География

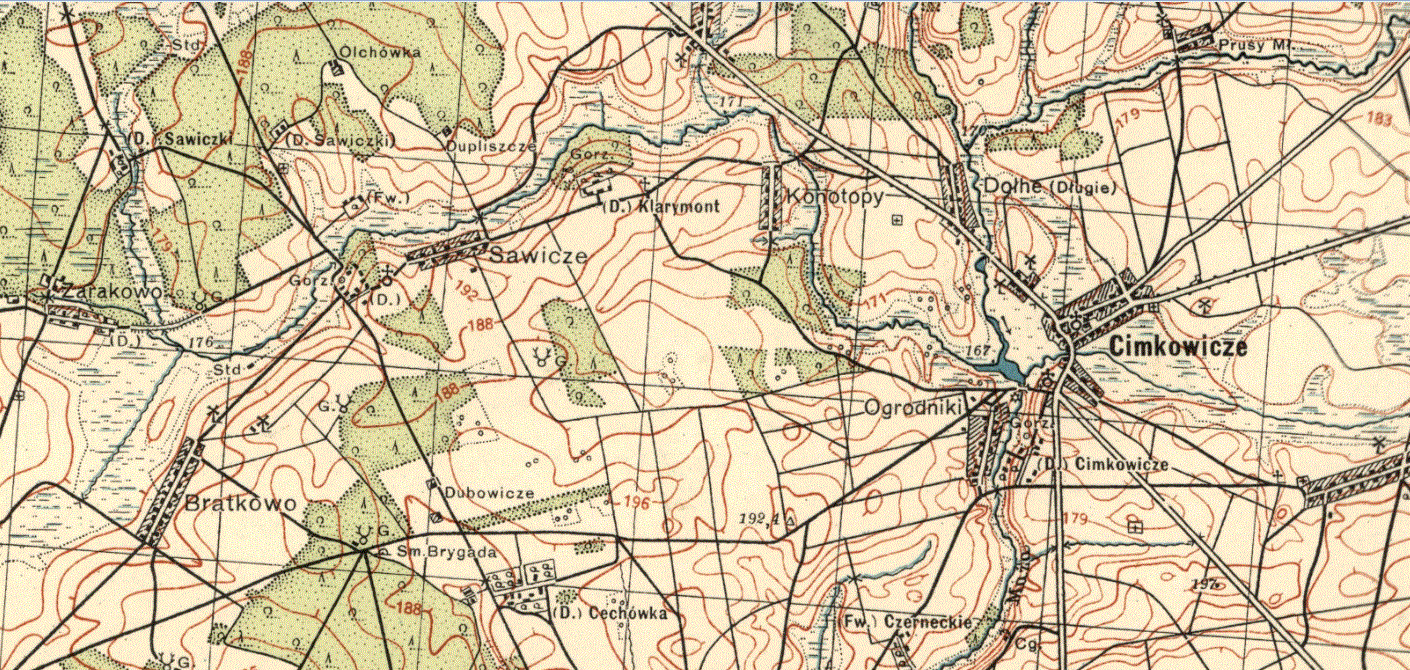
Братково на старой карте

Расположен в 25 км на юго-запад от Копыля, 140 км от Минска, 13 км от железнодорожной станции Тимковичи.
Пролегает дорога Н-8562.
Недалеко расположен железнодорожный остановочный пункт Дегтяны (Дегтяные).
Ближайшие населённые пункты Дегтяные, Зараковцы, Савичи и др.

### Гидрография
Рядом река Балванка.

## История
В 1908 году в Тимковичской волости Слуцкого уезда Минской губернии.
В 2011 году деревня Братково преобразована в агрогородок.
До 28 мая 2013 года агрогородок являлся административным центром и входил в состав Братковского сельсовета.

## Население

### Численность
- 2019 год — 183 жителей

### Динамика
- 1908 год — 395 жителей, 3 дворов (деревня Братково)[5]
- 1995 год — 353 жителей, 139 дворов[4]
- 1999 год — 333 жителей (перепись населения)
- 2009 год — 226 жителей (перепись населения)
- 2019 год — 183 жителей (перепись населения)

## Улицы
- Авангардная
- Полевая
- Шпаковского

## Инфраструктура
- Торговые объекты
- Фельдшерско-акушерский пункт

## Экономика
- Крестьянско-фермерское хозяйство "Солнечная Нива"

## Культура
- Библиотека-клуб

## Достопримечательность
- Братская могила.
- Памятник землякам[7].
- В районе агрогородка расположена братская могила и памятник "Три неизвестных лётчика".
- Рядом с агрогородком расположены ДОТы.

## Известные лица
- Шакун, Лев Михайлович (1926—1996) — учёный. Доктор филологических наук.[8]